# Stamhjälmspindel
Stamhjälmspindel (Dipoena torva) är en spindelart som först beskrevs av Tord Tamerlan Teodor Thorell 1875.  Stamhjälmspindel ingår i släktet Dipoena och familjen klotspindlar. Arten är reproducerande i Sverige. Inga underarter finns listade i Catalogue of Life.